# Rudi Brück
Rudi Brück (* 7. Februar 1925 in Holz; † 1995) war ein deutscher Politiker (SPD).

## Leben
Rudi Brück besuchte die Volksschule, am 30. Januar 1943 beantragte er die Aufnahme in die NSDAP und wurde zum 20. April desselben Jahres aufgenommen (Mitgliedsnummer 9.535.440). Vom 15. Mai 1942 bis zum 6. November 1945 diente er im Zweiten Weltkrieg als Fallschirmjäger, anschließend besuchte er die Polizeischule. Politisch engagierte er sich in der SPD, für die er erstmals am 14. Juni 1970 in den Landtag des Saarlandes gewählt wurde (6. Wahlperiode). Wiedergewählt wurde er am 4. Mai 1975 und am 27. April 1980 (7. und 8. Wahlperiode).
Am 12. August 1985 wurde er mit dem Saarländischen Verdienstorden ausgezeichnet.